# Амадор, Мануэль
Мануэ́ль Амадо́р Герре́ро (исп. Manuel Amador Guerrero; 30 июня 1833, Турбако, Республика Новая Гранада — 2 мая 1909, Панама, Панама) — колумбийский и панамский государственный деятель, первый президент Панамы (1904—1908), по первоначальной специальности врач.

## Биография

### Ранние годы. Начало карьеры
Родился в семье Хосе Марии Амадора и Легины Марии Мерседес Герреро-Кордобы. В 1855 году окончил университет Магдалены-и-дель-Истмо (нынешний Университет Картахены). Несколько месяцев проработал врачом в Картахене-де-Индиас, затем перебрался на Панамский перешеек, где в это время шло строительство Панамской железной дороги. Через год он также устроился на работу почтмейстером в городе Колон. Переехав в Сантьяго-де-Верагуас, вместе со своим братом Хуаном де Дьос Амадором Герреро начал экспортный бизнес «Амадор Эрманос» и продолжил свою работу в качестве врача и на государственных должностях.

### Политическая и врачебная деятельность
Принимал активное участие в колумбийской политике, был членом Консервативной партии, с 1858 по 1859 год являлся представителем провинции Верагуас в Конгрессе Республики Новая Гранада. В 1866 году становится первым заместителем главы Суверенного штата Панама. В следующем году он был избран президентом штата, однако, стремясь этого не допустить, генерал Фернандо Понсе поднял восстание и изгнал сторонников консерваторов из столицы и обратно в Верагуас. В одном из сражений Амадор был схвачен и отправлен в ссылку Картахену, где был вынужден провести год в изгнании.
На некоторое время он прекратил участие в политической жизни, занимаясь делами Госпиталя Св. Фомы. Построенная в колониальные времена, она страдала от недостатка управления и финансовых средств, и Амадор взял на себя задачу управлять и реорганизовывать ее без оплаты в течение почти двух десятилетий из двадцати девяти лет, в течение которых он там проработал.
В 1866 году ушёл в отставку военный и гражданский глава штата — Рамон Сантодоминго Вила, и он с июня по август был высшим главой администрации.

### Борьба за независимость Панамы
В 1890 году стало ясно, что французская компания, строящая Панамский канал, не сможет завершить работы в предусмотренный контрактом срок. Так как это грозило экономическим упадком для всего региона, было решено отправить в Боготу для переговоров с центральным правительством четырёх представителей: Мануэля Амадора, инженера Педро Сосу, епископа Хосе Алехандро Перальту и Рикардо Аранго (впоследствии ставшего губернатором Департамента Панама). Правительство согласилось продлить на 10 лет, начиная с 1894 года, срок, в течение которого следовало организовать новую компанию и продолжить работу.
После краха французской попытки начались переговоры о строительстве канала с правительством США. Тысячедневная война причинила огромный ущерб региону, и договор Хэя—Эррана стал единственной надеждой региона на возрождение. Поэтому, когда Конгресс Колумбии отказался ратифицировать договор, Хосе Агустин Аранго начал подготовку к выделению Панамского перешейка в независимое государство.
4 ноября 1903 года произошло отделение Панамы от Колумбии, и он был назначен министром финансов Временной правящей хунты. В США тут же была послана делегация в составе Мануэля Амадора, Федерико Бойда и Пабло Аросемены для обсуждения вопросов, связанных с Панамским каналом, однако по прибытии на место она обнаружила, что США уже только что заключили соответствующий договор.

### На посту президента
В феврале 1904 года Национальный Конституционный Конвент избрал Мануэля Амадора первым официальным президентом страны. Поскольку Конституция Панамы требовала, чтобы президент был уроженцем страны, в ее текст был добавлен пункт, разрешающий Амадору служить на основе его вклада в движение за независимость.
За время его президентства были созданы институты независимого государства, и созданы условия для реализации договора Хэя — Бюно-Варийи. Был установлен золотой бальбоа в качестве официальной валюты по номиналу с золотым долларом США. Его администрация приняла флаг, разработанный его сыном Мануэлем и сшитый его женой и ее невесткой, Анжеликой Бергамонта де ла Осса, а также национальный гимн, который содержит текст написанный братом его жены Херонимо де ла Осса. Была распущена армия и ее заменила полиция, созданы Национальный театр и Национальный музей. Были организованы таможни, порты были открыты для мировой торговли, начали реализовываться проекты инфраструктурного развития. В Нью-Йорке был создан «Фонд будущих поколений», первоначальный взнос в который составил 6 000 000 долларов из 10 миллионов, полученных от Соединенных Штатов за права, предоставленные Панамой на строительство канала.
Закон «Об образовании» от 23 марта 1904 г. преобразовал начальное обучение в государственное бесплатное и обязательное образование, устанавливаясь законодательное регулирование среднего, профессионального и производственного образования, указывалось на необходимость создания специальных доходов для поддержки образования; начальная школа была разделена на городскую и сельскую. Закон уполномочил создание нормальных школ с принципами, применимыми к промышленности, сельскому хозяйству и торговле. Молодым панамцам предоставлялись стипендии для обучения в Европе и Соединенных Штатах.
После окончания срока своего президентства в 1908 году удалился от общественной жизни и умер вскоре после этого в своём доме в Сан-Фелипе. Его последним желанием было быть похороненным под звуки национального гимна, что было исполнено.

## Память
В его честь был назван футбольный клуб «Пласа Амадор» и высшая награда Панамы — орден Мануэля Амадора Герреро.